# Artūras Bogdanovas
Artūras Bogdanovas  (* 8. April 1983 in Klaipėda) ist ein litauischer Politiker, Vizeminister der Landwirtschaft.

## Leben
Nach dem Abitur 2001 am Vėtrungės-Gymnasium Klaipėda absolvierte Artūras Bogdanovas  2001–2005 das Bachelorstudium des Immobilien-Managemenst und von 2005 bis 2007 das Masterstudium der Geodäsie und Kartografie an der Vilniaus Gedimino technikos universitetas in Vilnius.
Ab 2006 arbeitete er im Unternehmen UAB Korporacija „Matininkai“, ab 2007 bei 	UAB „Aidila“ und 2010–2016 als Direktor 	des Unternehmens UAB „Geosmart“. Seit Dezember 2016 ist er Vizeminister am Landwirtschaftsministerium Litauens, Stellvertreter von Bronius Markauskas im Kabinett Skvernelis.
Er spricht Litauisch, Englisch und Russisch.

## Familie
Mit seiner Frau Renata hat er die Kinder Gustė,  Gabrielius, Mantas.